# Mihaela Loghin

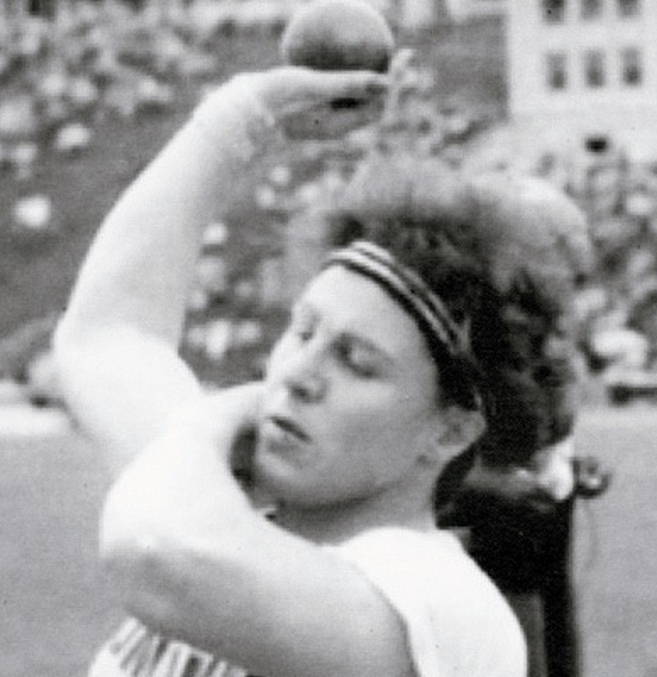
Mihaela Loghin

Mihaela Loghin (* 1. Juni 1952 in Roman) ist eine ehemalige rumänische Kugelstoßerin der Weltklasse.
Loghin stellte 14 rumänische Rekorde auf. Bei den Leichtathletik-Europameisterschaften 1982 war sie Achte, bei den Halleneuropameisterschaften 1983 Vierte und bei den Halleneuropameisterschaften 1984 Fünfte.
Am 30. Juni 1984 steigerte sie in Formia ihre persönliche Bestweite von 19,85 m, erzielt 1983 in Helsinki bei den Weltmeisterschaften, womit sie Sechste geworden war, auf 21,00 m, sodass sie in den engsten Favoritenkreis der Olympischen Sommerspiele aufrückte, die im Juli/August desselben Jahres in Los Angeles stattfanden. Im olympischen Endkampf blieb sie jedoch mit 20,47 m 1 cm hinter Claudia Losch; so blieb ihr die Silbermedaille vor der Australierin Gael Martin.
1985 wurde Loghin bei den Halleneuropameisterschaften Fünfte. Eine weitere internationale beachtliche Platzierung ist Loghins dritter Platz hinter Heidi Krieger und Claudia Losch bei den Leichtathletik-Halleneuropameisterschaften von 1986, die in Madrid ausgetragen wurden. Bei den Europameisterschaften im selben Jahr in Stuttgart war sie Achte. 1987 wurde sie bei den Hallenweltmeisterschaften Siebte.